# Alojzy Liechtenstein
Alojzy Maria Adolf Liechtenstein (ur. 17 czerwca 1869, zm. 16 marca 1955) – książę von und zu Liechtenstein.
Syn księcia Alfreda Liechtenstein i Henrietty Liechtenstein. Jego dziadkami byli: Franciszek de Paula Liechtenstein i Julia Potocka (córka Alfreda Potockiego) oraz książę Alojzy II i Franciszka Kinsky.
20 kwietnia 1903 roku ożenił się z Elżbietą Amalią Habsburg, córką arcyksięcia Karola Ludwika i Marii Teresy Bragança. Para miała ośmioro dzieci:
- Franciszka Józefa (1906-1989), księcia Liechtensteinu,
- Marię Teresę (1908-1973), żonę Artura, księcia Strachwitz von Gross-Zauche und Camminetz,
- Karola Alfreda (1910-1985), męża Agnieszki Habsburg (wnuczki Marii Walerii Habsburg),
- Jerzego Hartmanna (1911-1988), męża Marii Krystyny Wirtemberskiej,
- Ulryka (1913-1978),
- Marię Henriettę (1914-2011), od 1943 żonę Piotra d'Eltz,
- Alojzego (1917-1967),
- Henryka (1920-1993).